# The Space Trilogy

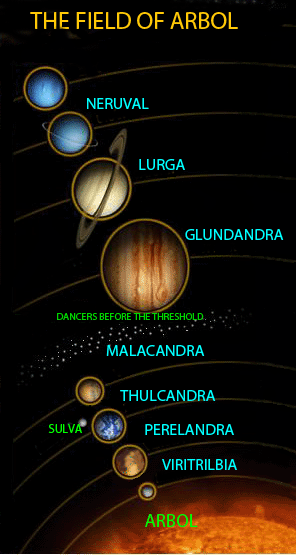
Numele planetelor din sistemul solar (numit Câmpul lui Arbol) așa cum apar în Trilogia Spațiului

The Space Trilogy (Trilogia Spațiului) Cosmic Trilogy sau Ransom Trilogy este o trilogie de romane științifico-fantastice scrise de C. S. Lewis, faimos pentru seria sa de mai târziu Cronicile din Narnia. Un filolog numit Elwin Ransom este eroul din primele două romane și un important personaj în al treilea roman.  
Cărțile trilogiei sunt:
- Out of the Silent Planet (1938), cu acțiunea pe Marte. În acest roman Elwin Ransom călătorește pe Marte și află că Pământul este exilat față de restul sistemului solar datorită naturii sale păcătoase și este cunoscut ca "planeta tăcută".
- Perelandra (1943), cu acțiunea mai mult pe Venus. Romanul mai este cunoscut și ca Voyage to Venus. Aici Dr Ransom călătorește spre un Venus neatins în care primii humanoizi tocmai au apărut.
- That Hideous Strength (1945), spre deosebire de celelalte romane în care acțiunea are loc în spațiul cosmic sau pe alte planete, în acest roman acțiunea pe Pământ. Un automat gânditor este în secret în contact cu entități demonice, care intenționează să distrugă planeta Pământ.

În 1946, editura Avon (acum o subsidiară a HarperCollins) a publicat o versiune specială a romanului That Hideous Strength prescurtată de către C. S. Lewis intitulată The Tortured Planet.
Trilogia a fost inspirată și influențată de romanul lui David Lindsay din 1920, A Voyage to Arcturus.